# Kolonia św. Huberta
Kolonia św. Huberta – kolonia robotnicza w Katowicach, położona w rejonie ulic św. Huberta i Pawiej, w dzielnicy Brynów część wschodnia-osiedle Zgrzebnioka. Kolonia ta została wybudowana około 1943 roku przez Niemców w duchu koncepcji miasta-ogrodu. Składają się na nią domy w ogrodach, jedno- i kilkurodzinne w stylu skromnego modernizmu. Zabudowa kolonii wpisana jest do gminnej ewidencji zabytków i objęta strefą ochrony konserwatorskiej.

## Historia
Brynów pierwotnie okalał wielki obszar leśny od północy i wschodu, który w części północnej został przekształcony pod koniec XIX wieku w Südpark (późniejszy park im. T. Kościuszki), zaś w części południowej lasy te nadal zachowywały dawny charakter z wyjątkiem niewielkiego terenu wciskającego się klinem w obszar Brynowa. Tam też została przez Niemców wybudowana kolonia robotnicza św. Huberta, która została zaprojektowana przez spółkę Boswan & Knauer w myśl koncepcji miasta-ogrodu. Kolonia została wybudowana około 1943 roku, wówczas jako zespół kolonii mieszkalnej zakładów Hermanna Göringa. Powstały tam parterowe domy jedno- i kilkurodzinne, usytuowane wzdłuż ulicy św. Huberta i nowo wówczas wytyczonej, łukiem poprowadzonej ulicy Pawiej.
Realizacja kolonii przeciągnęła się na lata powojenne. W późniejszym czasie w sąsiedztwie zrealizowano zabudowę wchodzącą w skład osiedla Ptasiego, a także biurowiec Zarządu Lasów (późniejsza siedziba Regionalnej Dyrekcji Lasów Państwowych w Katowicach).
W dniu 28 stycznia 2008 roku wytyczono strefę ochrony konserwatorskiej nad kolonią św. Huberta.

## Charakterystyka
Kolonia św. Huberta to kolonia robotnicza położona w rejonie ulic św. Huberta i Pawiej w Katowicach, w dzielnicy Brynów część wschodnia-Osiedle Zgrzebnioka. Składa się z trzech typów parterowych domów w ogrodach, jedno- i kilkurodzinnych utrzymanych w stylu skromnego modernizmu. Budynki są użytkowane jako obiekty mieszkalne, a w 2015 roku były zachowane w stanie dobrym.
Na kolonię składają się następujące domy:
- Ul. Pawia 1, 3 i 5 – trzy domki w ogrodach, każdy z nich murowany z cegły, tynkowany i jednokondygnacyjny z mieszkalnym poddaszem; posiadają dach naczółkowy kryty dachówką, z lukarną; elewacje domów są trójosiowe; z tyłu domów znajdują się komórki gospodarcze i garaże[9],
- Ul. Pawia 2/4 i 6/8/10 – dwa domy w ogrodach, każdy z nich drewniany i szalowany; są to budynki jednokondygnacyjne z mieszkalnym poddaszem, kryte dachem naczółkowym krytymi dachówką, z lukarnami; w ogrodach znajdują się komórki gospodarcze[9][3],
- Ul. Pawia 7/9, 11/13, 15/17 i ul. św. Huberta 36/38, 40/42, 44/46, 48/50, 52/54, 56/58 – kilkanaście domów w ogrodach; są to domy murowane z cegły, tynkowane i jednokondygnacyjne z mieszkalnym poddaszem, kryte dachem naczółkowym pokryte dachówką, z lukarnami; fasady domów są sześcioosiowe i częściowo w nich zachowała się oryginalna stolarka okienna i drzwiowa; w niektórych domach zostały powiększone otwory okienne; z tyłu budynków znajdują się komórki gospodarcze[10][3].

Nad zespołem kolonii robotniczej św. Huberta została wyznaczona strefa ochrony konserwatorskiej na podstawie Uchwały nr XXI/438/08 Rady Miasta Katowice z dnia 28 stycznia 2008 roku w sprawie uchwalenia miejscowego planu zagospodarowania przestrzennego obszaru położonego w rejonie ulic: T. Kościuszki, A. Zgrzebnioka i św. Huberta. W ramach ustalonych przepisów ustalono m.in. zachowanie historycznego rozplanowania i charakteru zabudowy kolonii wraz z zielenią przydomową. Budynki są wpisane także do gminnej ewidencji zabytków miasta Katowice.

## Galeria
| - Fragment koloni w rejonie ulicy św. Huberta 48/50, 52/54 i 56/58 (2008) - Fragment kolonii w rejonie ulicy Pawiej 2/4 i 6/8/10 (2008) - Fragment kolonii w rejonie ulic św. Huberta 44/46 i Pawiej 1 (2008) |